# メカニカル継手

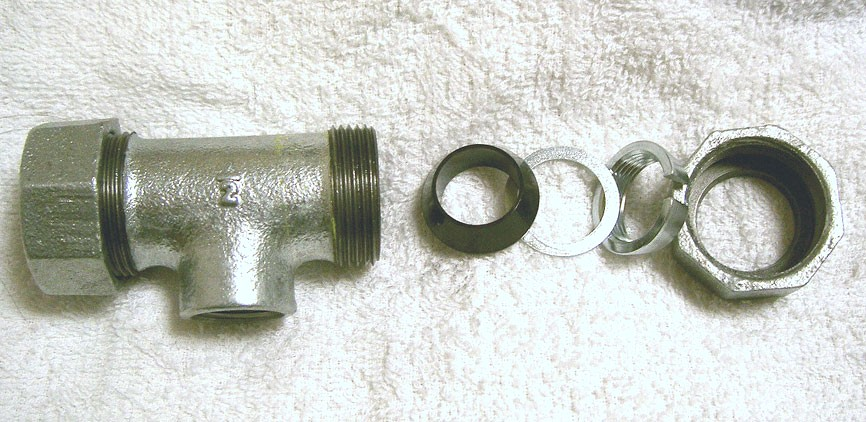
基本的なメカニカル継手（チーズ1/2。左から本体、パッキン、ワッシャー、固定用リング、ナット）。この他にも様々な構造のものがある。

メカニカル継手（めかにかるつぎて、Mechanical Joint
）とは、機械的（メカニカル）な方法により接続する管継手のことである。主に水道の配管において使用される。差込継手とも呼ばれる。
特徴は、ゴムシール（パッキン）等の密着によって接続部の止水を行うことで、ねじ切りや溶接等が不要となり、施工が省力化出来ることである。既設配管における漏水修理や取り出し分岐配管の増設などといったメンテナンス工事も容易になる。

## 構造
- 本体
- シール（パッキン） - 接続部の止水を行う。ナットを締め付けることで管との隙間が密閉される。耐久性が重要となる。
- 座金
- 固定用リング - 管に食い込んで抜けるのを防止する。
- ナット - 規定のトルクで締め付けるとシール（パッキン）と固定用リングへ力が伝わり継手と配管が接続される。

## 種類
- ソケット - 直線
- エルボ - 90度または45度
- チーズ - Ｔ字
- オスアダプター - 一方がおねじになっている
- メスアダプター - 一方がめねじになっている

## 既設配管への施工
継手の中を配管が完全に貫通出来る構造のメカニカル継手（中通し可能なタイプ）を用いると、固定された既設配管の分岐や漏水修理を容易に行うことが出来る。

### 分岐配管の増設（チーズ（Ｔ）を取り付ける）
必要なもの

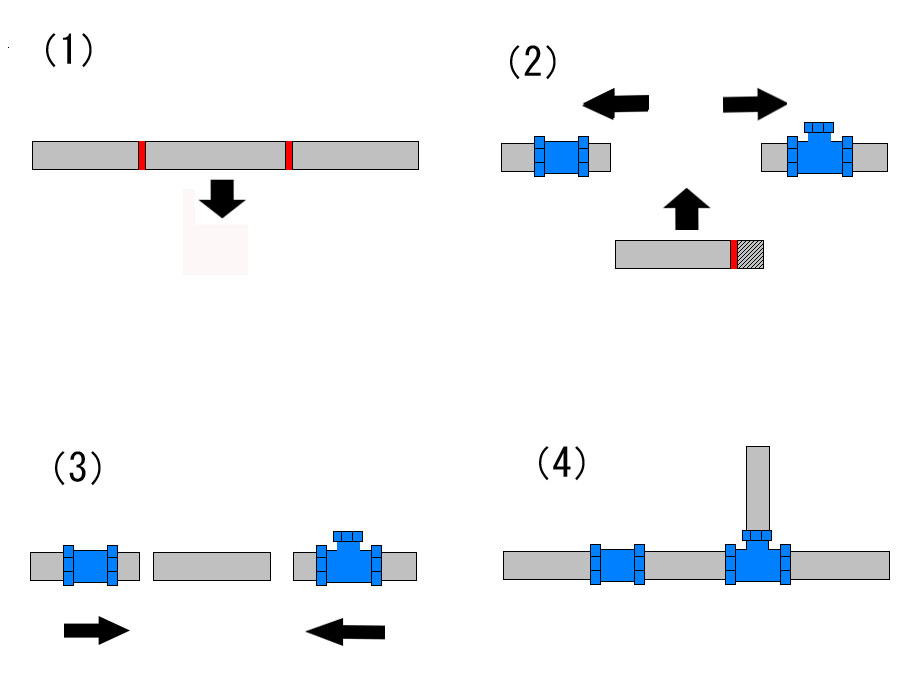
メカニカル継手（中通し可能タイプ）による分岐配管の増設方法。

- 中通し可能なメカニカル継手（チーズ、ソケット各1個ずつ）

手順
1. 分岐させたい箇所の配管をある程度の幅でとり切り取る。
2. 既設配管の切り口に、メカニカル継手のチーズとソケットをそれぞれ差し込む（次の作業の邪魔にならないくらいまで挿入）。
3. 切り取った配管の長さを調節し（不要分を切り落とす）、既設配管と一直線に並べる。
4. チーズとソケットを移動し、ナットを規定のトルクで締め付けて接続する（右図参照）。

### 漏水の修理（漏水配管の交換）
必要なもの
- 中通し可能なメカニカル継手（ソケット2個）
- 交換する長さの新品の管

手順
1. 漏水付近の配管を切り取る（長さは余裕をとって切り取った方がよい）。
2. 既設配管の切り口に、それぞれメカニカル継手のソケットを差し込む（次の作業の邪魔にならないくらいまで挿入）。
3. 新品の管の長さを調節し（不要分を切り落とす）、既設配管と一直線に並べる。
4. 各ソケットを移動し、ナットを規定のトルクで締め付けて接続する（分岐配管の増設の場合と同じ）。

※　メーカーごとに配管を挿入する長さや締め付けトルク等が規定されているのであらかじめ確認をする（メーカーのHP等に掲載されている場合が多い）。管と継手が異種金属（腐食の原因）にならないようにする。